# Branch County
Branch County is een county in de Amerikaanse staat Michigan.
De county heeft een landoppervlakte van 1.314 km² en telt 45.787 inwoners (volkstelling 2000). De hoofdplaats is Coldwater.

## Foto's

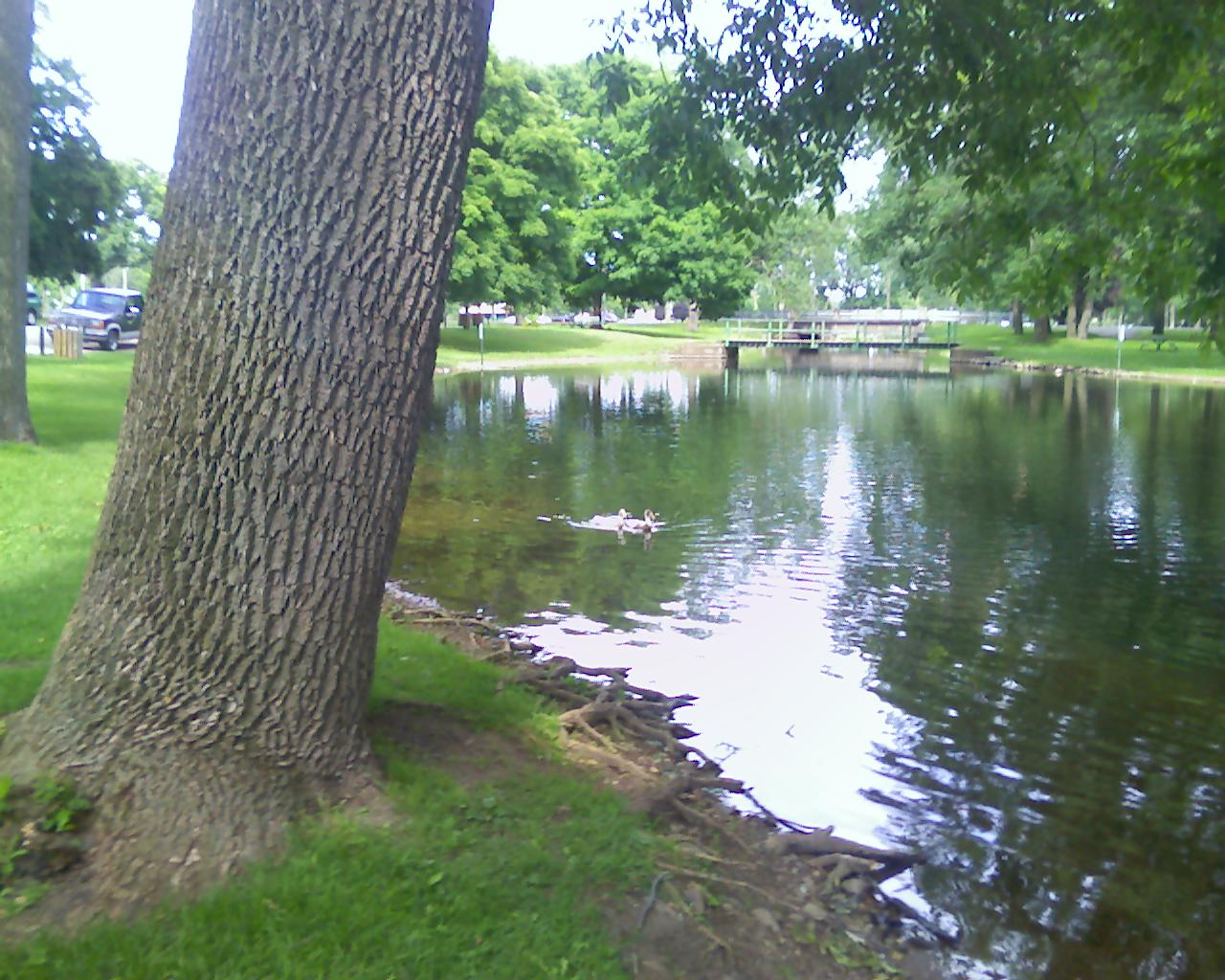
Natuur in Coldwater (Michigan)
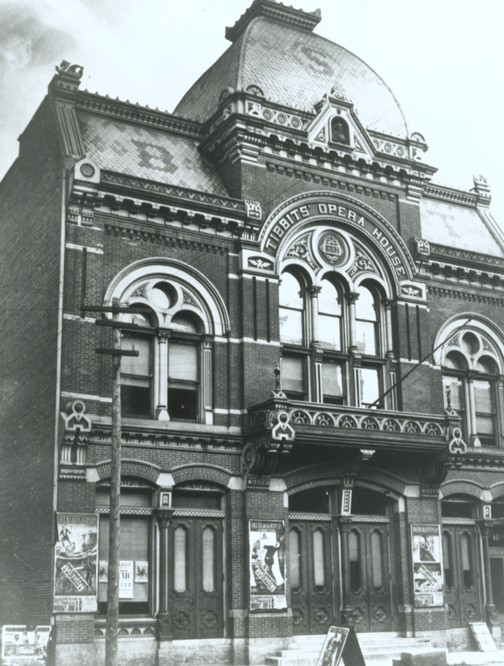
Operagebouw